# Taygetis elegia
Taygetis elegia är en fjärilsart som beskrevs av Otto Staudinger. Taygetis elegia ingår i släktet Taygetis och familjen praktfjärilar. Inga underarter finns listade i Catalogue of Life.